# Adra (geslacht)
Adra is een geslacht van vlinders van de familie spinneruilen (Erebidae), uit de onderfamilie Calpinae.

## Soorten
- A. argentilinea Walker, 1863
- A. nicobarica Hampson, 1926